# Tauberbrücke Rothenburg ob der Tauber

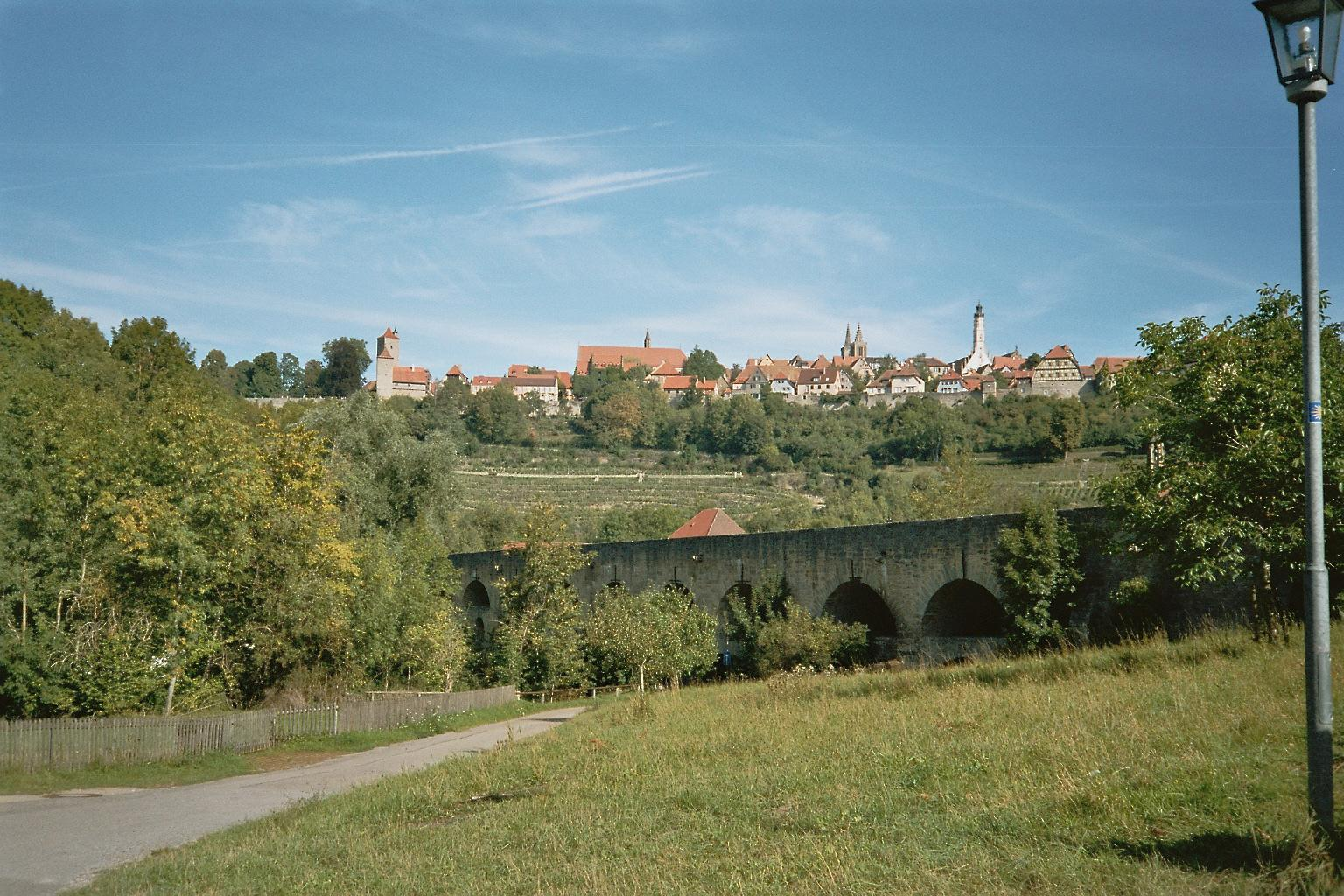
Tauberbrücke Rothenburg ob der Tauber

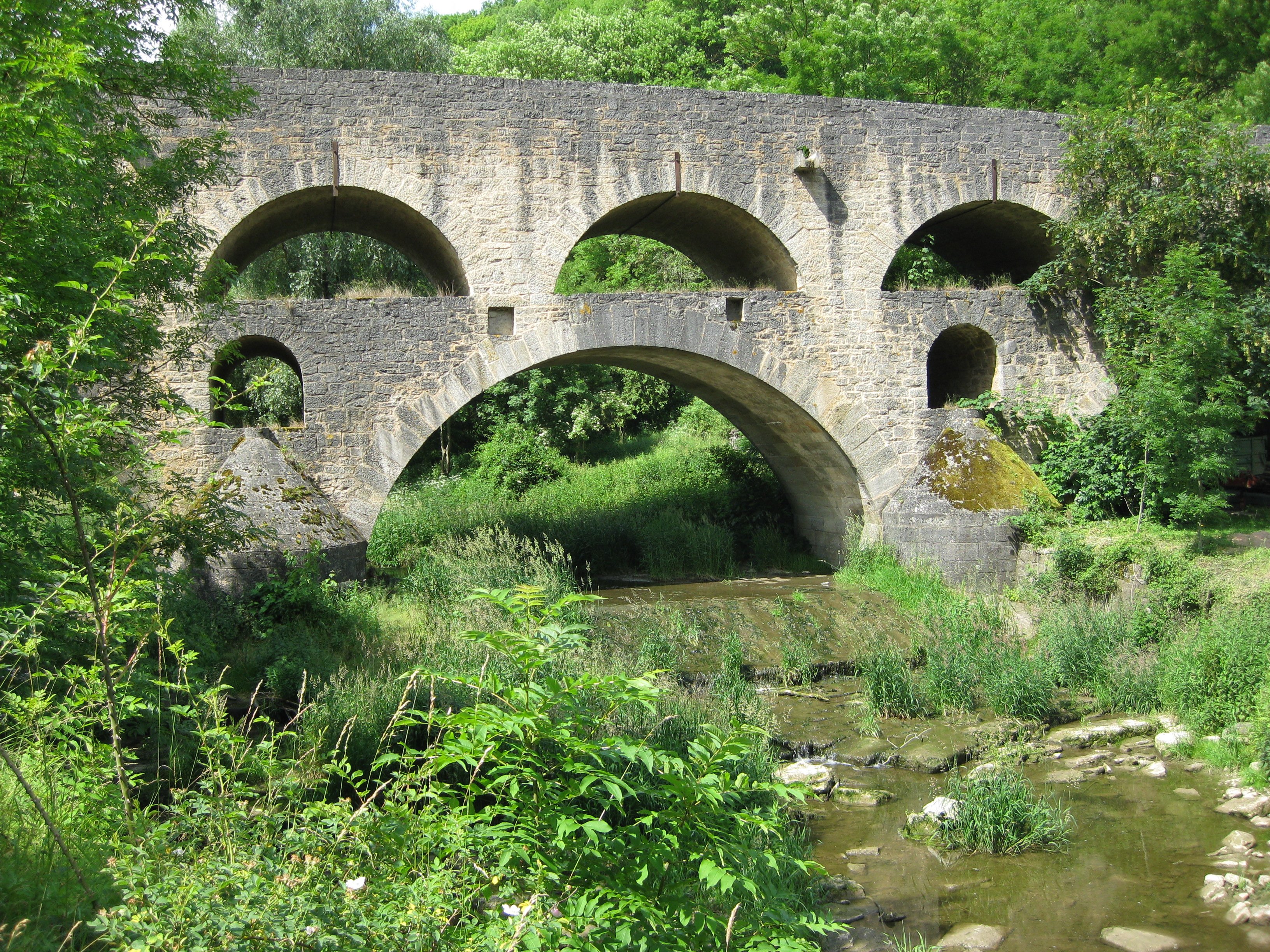
Tauberbrücke vom Tal

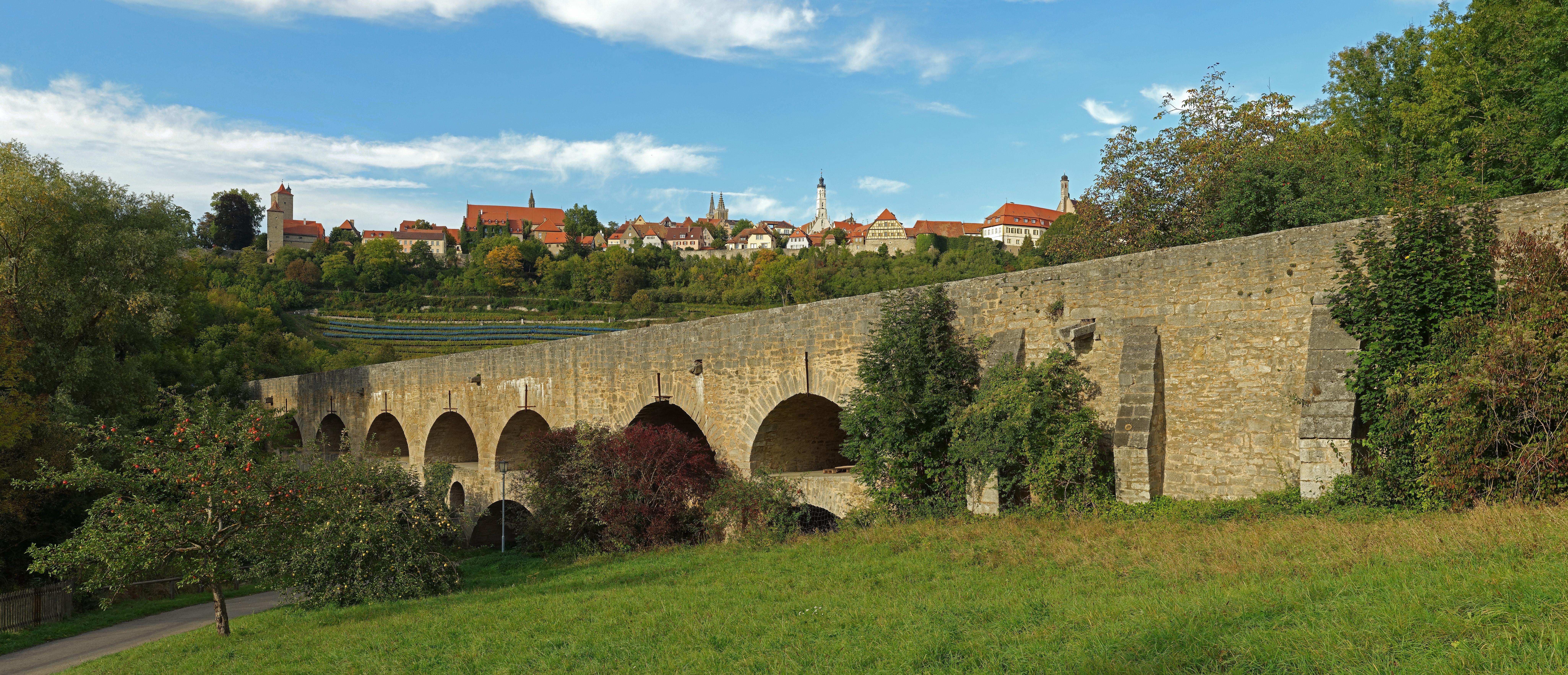
Tauberbrücke und Rothenburg ob der Tauber

Die Tauberbrücke Rothenburg ob der Tauber, im Volksmund Doppelbrücke genannt, ist eine historische Straßenbrücke, die südwestlich des Stadtkerns der mittelfränkischen Stadt Rothenburg ob der Tauber im Tal die Tauber überspannt. Über das Bauwerk läuft mit 4,0 m breiter Fahrbahn und 1,0 m breitem Gehweg der Rothenburger Taubertalweg, hier auch ein Abschnitt der Gemeindeverbindungsstraße nach Leuzenbronn.

## Geschichte
Die Doppelbrücke mit zwei aufeinander stehenden Bogenreihen wurde wahrscheinlich um 1330 errichtet. Sie liegt am Fuße des südwestlichen Tauberhanges unterhalb von Rothenburg ob der Tauber und war Teil einer Handelsstraße von Augsburg nach Würzburg. An Bautätigkeiten ist eine Instandsetzung von 1791 bekannt, nachdem ein Jahr zuvor die vier oberen Bögen eingestürzt waren. Im Jahr 1925 folgte eine Erweiterung der östlichen Brückenauffahrt. Am 16. April 1945 wurde das Bauwerk von den sich zurückziehenden deutschen Truppen gesprengt – einen Tag bevor die Stadt von der US Army kampflos eingenommen wurde. Der Wiederaufbau war am 10. November 1956 nach einem guten Jahr Bauzeit abgeschlossen.

## Bauwerk
Die Natursteinbogenbrücke aus Muschelkalkmauerwerk verbindet das tiefer gelegene linke Westufer der Tauber mit dem rechten und dort der Stadt Rothenburg ob der Tauber auf der Hochebene. Die Fahrbahn steigt in Richtung Südosten an; am nordwestlichen Ende der Brücke (von Leuzenbronn her) steht deshalb zunächst nur ein Bogen mit 12,5 m lichter Weite, der den Mühlenbach der Herrenmühle überspannt. Erst dann, nach einem 5,0 m breiten Pfeiler beginnt in Richtung Rothenburg der doppelstöckige Brückenabschnitt. Im unteren Teil des Bauwerks gibt es insgesamt neun Bögen: Zunächst drei große Bögen mit lichten Weiten von 11,5 m. Über der Tauber dann zwei mit 12,2 m sowie 11,4 m, die sich auf zwei dazwischen liegende, 4,5 m breite Flusspfeiler stützen. Im südöstlichen Abschnitt jenseits des Flusses folgen dann ein 1,75 m breiter Pfeiler und ein 8,5 m weiter Bogen, der einen Gehweg überspannt. Zwei letzte Bögen mit 6,3 m und 5,6 m lichter Weite schließen die untere Bogenreihe ab.
Die oberen neun Bögen sind nicht genau auf die unteren Bögen abgestimmt, sondern bilden eine eigene Reihe auf den unteren Bögen. Es sind Kreisbögen mit lichten Weiten zwischen 5,8 m und 6,2 m; die Pfeilhöhe wächst mit der Straßengradiente von 2,3 m auf 3,0 m. Die 45 cm dicken Brüstungen sind 126 m lang. Früher hatte die Brücke eine Breite von 5,4 m, seit dem Wiederaufbau 1956 ist sie 6,4 m breit.